# Friande (Felgueiras)
Pour les articles homonymes, voir Friande.
Friande est une freguesia (« paroisse civile ») du Portugal, rattachée au concelho (« municipalité ») de Felgueiras, situé dans le district de Porto, et la région Nord.

## Organes de la paroisse
- L'assemblée de paroisse est présidée par António da Silva Veloso (groupe "PPD/PSD").
- Le conseil de paroisse est présidé par João de Sousa Teixeira (groupe "PPD/PSD").